# Jay-Z
Pour les articles homonymes, voir Carter et Jay.
Jay-Z, stylisé JAY-Z,, de son vrai nom Shawn Corey Carter (né le 4 décembre 1969, à New York), est un rappeur et homme d'affaires américain. Il est l'un des artistes de hip-hop les mieux rémunérés d'Amérique. Le magazine Forbes estime la fortune de Jay-Z à 2,5 milliards de dollars. Il est également l'un des artistes les plus prolifiques, avec plus de cent millions d'albums écoulés ; il remporte vingt-quatre Grammy Awards mais ne gagne qu'une seule fois dans la catégorie « meilleur album rap », en 1999 avec Vol. 2.... Hard Knock Life. En revanche, le rappeur triomphe à deux reprises dans la catégorie « meilleure chanson RnB », les deux fois avec sa femme Beyoncé : les chansons primées sont Crazy in Love (2004) et Drunk in Love (2015). Il atteint la première place de la liste des « plus grands MC de tous les temps » établie par MTV en 2006. Trois de ses albums, Reasonable Doubt (1996), The Blueprint (2001) et The Black Album (2003), sont considérés comme des classiques du genre, tous étant classés dans la liste des « 500 meilleurs albums de tous les temps » établie par Rolling Stone,,.
En tant qu'entrepreneur et homme d'affaires, Jay-Z est actionnaire du 40/40 Club et est l'un des créateurs de la marque de prêt-à-porter Rocawear. Il possède également depuis 2014 la maison de champagne Armand de Brignac. Ancien président du label Def Jam Recordings, il est le cofondateur de Roc-A-Fella Records et fondateur de Roc Nation. Il est aussi certifié par la NBA et la MLB. En tant que musicien, il détient le record du nombre d'albums numéro 1 par un artiste solo selon le Billboard 200 qui s'établit à 13,. Le 11 décembre 2009, Jay-Z devient le dixième artiste à succès des années 2000 selon le magazine Billboard, ainsi que le quinzième meilleur artiste en solo et quatorzième meilleur rappeur derrière Eminem, Nelly et 50 Cent. Rolling Stone le désigne comme 88e meilleur artiste de tous les temps. Il est marié avec Beyoncé depuis 2008 et le couple a trois enfants.

## Biographie

### Jeunesse
Shawn Carter est né le 4 décembre 1969 dans l'arrondissement de Brooklyn à New York. Il grandit à Marcy Houses, dans le quartier de Bedford-Stuyvesant. Lui et ses trois frères et sœurs sont élevés par leur mère, Gloria Carter, leur père ayant déserté le domicile familial. Il explique selon ses termes qu'il aurait tiré dans l'épaule de son frère en 1982 à l'âge de douze ans pour lui avoir volé ses bijoux,. Carter étudie à la Eli Whitney High School de Brooklyn, en même temps que le futur rappeur AZ, jusqu'à ce que l'établissement ferme ses portes. Après ses études à la George Westinghouse Career and Technical Education High School au Downtown Brooklyn, avec ses copains rappeurs The Notorious B.I.G. et Busta Rhymes, il étudie à la Trenton Central High School de Trenton, dans le New Jersey, mais ne parvient pas à obtenir de diplôme. Dans ses chansons, il révèle s'être impliqué dans la vente de cocaïne. Il révèle également s'être fait tirer dessus à trois reprises dans sa vie.
Selon sa mère, Carter jouait avec ses frères et sœurs à faire des percussions sur la table de leur cuisine pendant la nuit. Finalement, elle lui achètera une radiocassette pour son anniversaire, catalysant ainsi sa passion pour la musique. Il se lance dans le freestyle, écrit ses propres paroles et tente d'imiter les artistes de l'époque. Dans son quartier, Carter était connu comme « Jazzy », un surnom duquel il s'inspirera pour devenir Jay-Z. Ce pseudonyme rend hommage à son mentor, Jaz-O. Le 18 juillet 2013, il annonce le retrait du trait d'union de son surnom pour devenir « Jay Z »,.

### Reasonable DoubtetIn My Lifetime, Vol. 1(1995–1997)
Sans contrat avec un label major, Jay-Z vend lui-même ses albums puis fonde, aux côtés de Damon Dash et Kareem Biggs, le label indépendant Roc-A-Fella Records en 1995. Après avoir signé un contrat de distribution avec Priority, Jay-Z publie son premier album Reasonable Doubt en 1996, aidé par DJ Premier, Super DJ Clark Kent et brièvement par The Notorious B.I.G.. L'album atteint la 23e place du Billboard 200 et est félicité par la presse spécialisée. Cet album sera ensuite choisi par Rolling Stone qui le place 248e dans sa liste des « 500 meilleurs albums de tous les temps » et sera également certifié disque de platine par la RIAA.
Après avoir signé un nouveau contrat de distribution, cette fois avec Def Jam en 1997, Jay-Z publie son deuxième album, In My Lifetime, Vol. 1. Produit par Sean « Puff Daddy » Combs, il se vend mieux que son prédécesseur. Jay-Z explique plus tard que l'album a été réalisé pendant une période sombre de sa vie, après le décès de Notorious B.I.G. L'album est une révélation personnelle pour Jay-Z, qui expose les moments les plus difficiles auxquels il a fait face. La production est plus affinée que son ancien prédécesseur, mais certains fans accusent le rappeur d'être devenu « commercial ». Cependant, l'album fait participer DJ Premier et Ski. Comme son prédécesseur, In My Lifetime, Vol. 1 est certifié disque de platine aux États-Unis.

### Vol. 2...,Vol. 3...etThe Dynasty(1998–2000)
En 1998, Jay-Z publie Vol. 2... Hard Knock Life qui se compose, à cette période, de la plus grosse réussite de sa carrière, Hard Knock Life (Ghetto Anthem). L'album fait participer Ruff Ryders, Timbaland, DJ Premier, Erick Sermon, The 45 King et Kid Capri. Les singles ayant atteint les classements musicaux sont Can I Get A..., en featuring avec Ja Rule et Amil, et Nigga What, Nigga Who, aussi en featuring avec Amil. Vol. 2 deviendra finalement le meilleur album à succès de Jay-Z ; il est certifié quintuple disque de platine aux États-Unis et compte plus de cinq millions d'exemplaires vendus en date. L'album remporte un Grammy Award, bien que Jay-Z ai boycotté la cérémonie, expliquant ne pas avoir apprécié l'échec de DMX dans la nomination d'un Grammy.
En 1999, Jay-Z chante avec Mariah Carey sur le titre Heartbreaker, une chanson extraite de son septième album, Rainbow. La même année, Jay-Z publie Vol. 3... Life and Times of S. Carter. L'album est un succès et se vend à trois millions d'exemplaires. Le single de Vol. 3 le mieux vendu s'intitule Big Pimpin', en featuring avec UGK.
En 2000, Jay-Z publie The Dynasty: Roc La Familia, qui devait, à la base, être une compilation faisant participer tous les artistes de Roc-A-Fella. L'album aide à présenter de nouveaux artistes et groupes comme The Neptunes, Just Blaze, Kanye West et Bink. Il s'agit également du premier album dans lequel Jay-Z utilise un son plus vivant comparé à ses anciens albums. The Dynasty compte plus de deux millions d'albums écoulés rien qu'aux États-Unis.

### The Dynasty: Roc La Familia,The BlueprintetThe Black Album(2000–2004)

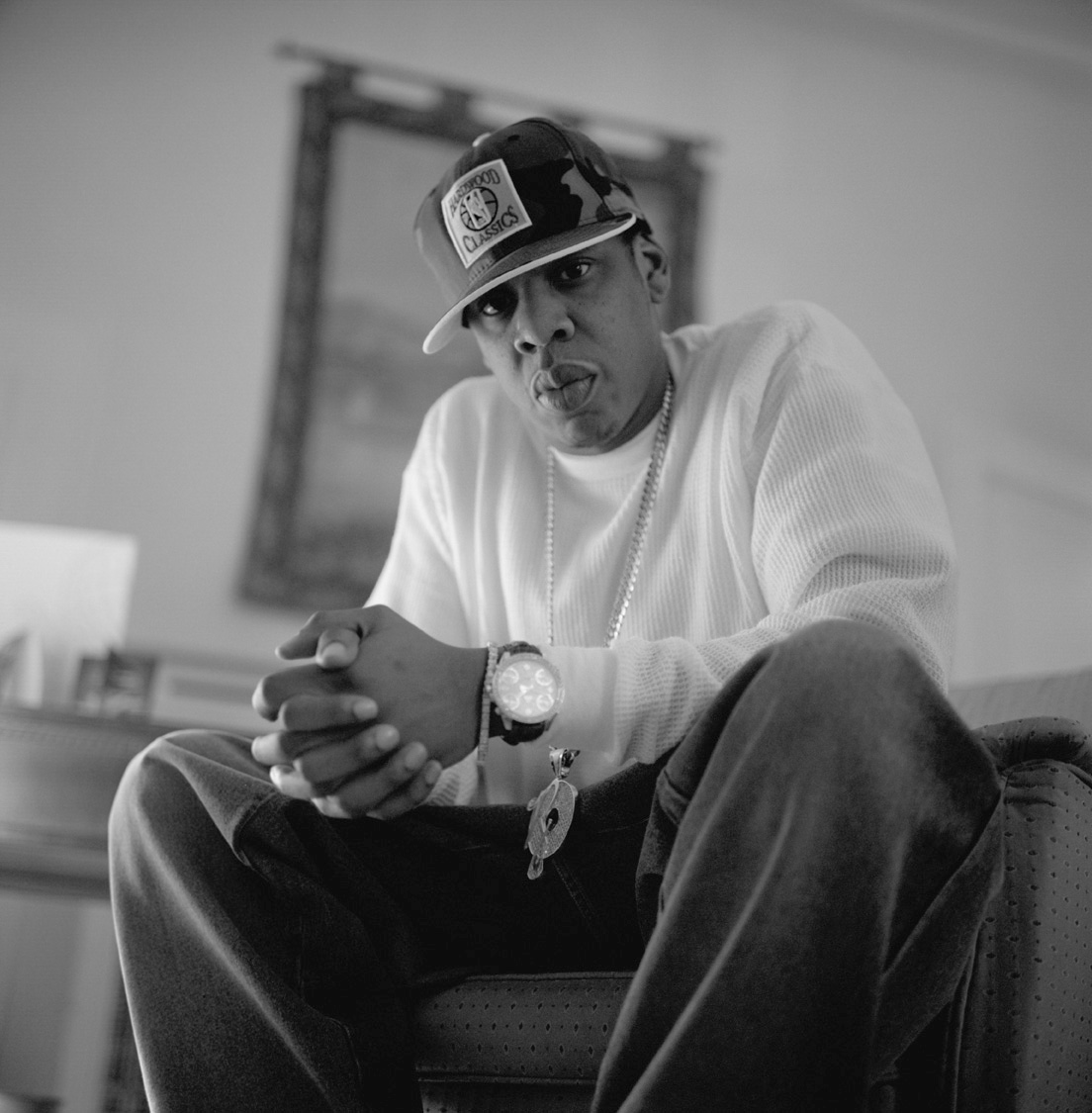
Jay-Z en 2003.

Son cinquième album, The Dynasty: Roc La Familia, est publié le 31 octobre 2000. Il s'agit d'un album collaboratif avec de nombreux artistes de son label Roc-A-Fella incluant Beanie Sigel, Memphis Bleek, Freeway et Amil, mais également Snoop Dogg, R. Kelly, Kanye West, The Neptunes et Just Blaze. Cette même année son duo avec Mariah Carey, Heartbreaker extrait de l'album Rainbow, atteint la première place aux États-Unis. L'album, quant à lui, atteint la première place du Billboard 200 et la cinquième place des classements canadiens.
Le 11 septembre 2001, Jay-Z publie son sixième album, The Blueprint. Avec des productions de Bink, Kanye West, Just Blaze et Eminem, cet album marque un tournant musical dans la carrière du rappeur. La production est basée sur beaucoup de samples de morceaux de Soul. Cet album influencera de nombreux artistes et assoira l'activité de producteur de Kanye West. L'album atteint la première place du Billboard 200 et la troisième place des classements canadiens. Toujours en 2001, Jay-Z participe à l'émission MTV Unplugged et enregistre un concert acoustique avec The Roots, Jay-Z MTV Unplugged. En novembre 2002, Jay-Z publie un album double qui fait suite au Blueprint, The Blueprint²: The Gift and The Curse. Le succès limité de l'album le décide à sortir une version « condensée » en avril 2003, Blueprint 2.1.
En novembre 2003, il annonce vouloir prendre sa retraite et déclare que le The Black Album sera son dernier. Il organise un concert exceptionnel au Madison Square Garden. Il rassemble de nombreux chanteurs et rappeurs (R. Kelly, Beyoncé, Foxy Brown, Pharrell Williams, Mary J. Blige). Des extraits du concert et des séances d'enregistrement du Black Album sont réunis dans le film Fade to Black, sorti en DVD en 2004. Le 29 novembre 2004, Jay-Z sort l'album Collision Course, dans lequel figure le titre Numb/Encore, avec le groupe de nu metal Linkin Park où il utilise le principe du mash up en mélangeant l'univers de deux artistes[réf. nécessaire].

### I Declare War,Kingdom ComeetAmerican Gangster(2005–2007)
Le 3 janvier 2005, à la suite du rachat de son label Roc-A-Fella Records par Def Jam, il devient le président du label référence en hip-hop Def Jam. Le 27 octobre 2005 Jay-Z revient avec le concert I Declare War, au cours duquel au lieu de déclarer la guerre, il met un terme définitif à son beef avec Nas, en l'invitant sur la scène pour le titre Dead Presidents II. Sa rivalité avec Nas était l'une des plus populaires avec celle de Tupac et The Notorious B.I.G..
Sur le plan humanitaire, Jay-Z s'associe en août 2006 à MTV et aux Nations unies pour attirer l'attention des jeunes sur les différentes parties du globe touchées par le manque d'eau potable. Jay-Z a notamment rencontré Kofi Annan, alors secrétaire général des Nations unies, lors d'une conférence au siège des Nations unies à New York. Dans le cadre de sa tournée internationale, Jay-Z se rend dans différentes régions du monde touchées par cette crise de l'eau., des rencontres et des expériences sont documentées dans un spécial Diary of Jay-Z, Water for Life, diffusé le 24 novembre 2006. Enfin, après certaines interviews où il évoquait un possible retour au rap, il enregistre un nouvel album studio. Et Kingdom Come sort le 21 novembre 2006, avec des productions de Kanye West, Swizz Beatz, Just Blaze, The Neptunes et la présence de Dr. Dre à la production sur quatre titres et au mastering de l'album. L'album cartonne (avec 680 000 exemplaires vendus la première semaine).
Jay-Z sort un nouveau single en avril 2007 avec Rihanna intitulé Umbrella, extrait de l'album Good Girl Gone Bad. En novembre de la même année, il sort American Gangster, son 10e album. C'est un album-concept inspiré du film de Ridley Scott American Gangster sur la vie du dealer Frank Lucas.
Fan de basket-ball, Jay-Z est également copropriétaire des Nets de Brooklyn où évoluait notamment la star du dunk Vince Carter. Il est aussi cofondateur des chaînes de restaurants, clubs et lounge le 40/40. Il est 9e homme le plus influent de la planète selon The Top 100 Celebrities Forbes 2007 du magazine Forbes.

### The Blueprint 3etWatch the Throne(2008–2011)

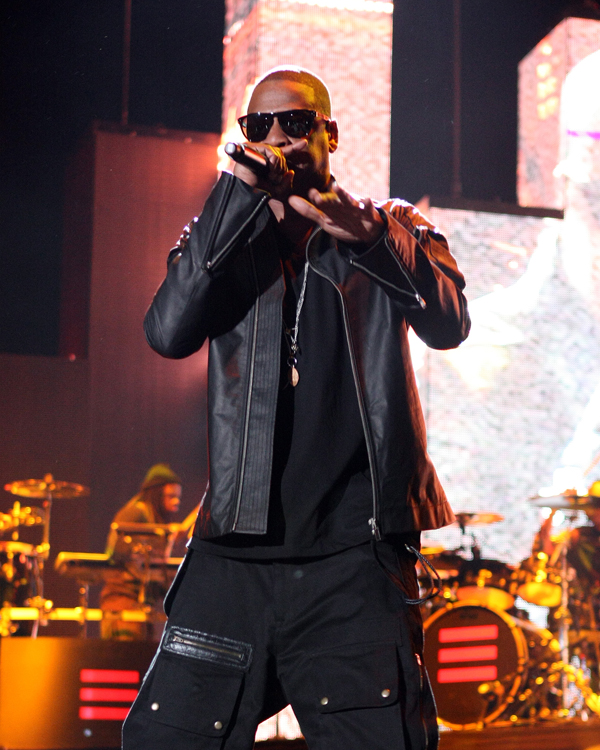
Jay-Z sur scène pendant le Coachella Festival en avril 2010.

Le 22 mars 2008, Jay-Z et la « reine du hip-hop/de la soul » Mary J. Blige partent ensemble pour une tournée de 25 dates à travers les États-Unis. Cette tournée est intitulée Heart of the City, en référence au morceau Heart of the City (Ain't No Love) tiré de l'album The Blueprint. En août 2008, un morceau produit par Kanye West, Jockin' Jay Z (Dope Boy Fresh), est présenté comme un extrait du prochain album de Jay-Z, The Blueprint 3. Jay-Z précise alors que son nouvel opus pourrait sortir d'ici décembre 2008. Jay-Z apparaît également sur le titre Swagga Like Us de T.I., avec Lil Wayne et Kanye West. Début novembre 2008, un nouveau morceau intitulé History apparaît sur Internet. Sur un sample de Une nuit sur son épaule de Véronique Sanson, Jay-Z revient sur l'élection historique de Barack Obama. Il apparaît également sur le remix du titre Lost! du groupe Coldplay, extrait de leur mini-album Prospekt's March.
En janvier 2009, il est présent sur la bande-son du film Notorious B.I.G., dans lequel il interprète Brooklyn Go Hard, en duo avec Santigold et produit par Kanye West. Le 5 juin 2009 est dévoilé le premier single officiel du Blueprint 3 : D.O.A. (Death of Auto-Tune). Dans ce titre, produit par No I.D., Jay-Z critique l'utilisation abusive du logiciel Auto-Tune dans le rap. Dans le clip vidéo, on peut apercevoir son ami le basketteur LeBron James, ainsi que l'acteur Harvey Keitel. Le 24 juillet 2009, le second single Run This Town est présenté à la radio. Il s'agit d'un morceau avec Rihanna et Kanye West. The Blueprint 3 est finalement publié le 8 septembre 2009 aux États-Unis, après avoir été annoncé pour le 11 septembre 2009 (soit 8 ans jour pour jour après la sortie de l'album The Blueprint). L'album sort sur le nouveau label de Jay-Z, Roc Nation et sur la major Atlantic Records, mettant ainsi fin à la collaboration entre le rappeur et Def Jam. Comme ses 10 précédents album, The Blueprint 3 se classe premier des ventes aux États-Unis dès la première semaine. Jay-Z bat ainsi le record d'Elvis Presley, qui s'était arrêté à dix albums classés premier. Le 11 septembre 2009, Jay-Z organise au Madison Square Garden le concert Answer the Call en hommage aux victimes des attentats du 11 septembre 2001. De nombreux artistes sont présents à ses côtés : Rihanna, Kanye West, Memphis Bleek, Beyoncé, Mary J. Blige, P. Diddy, Swizz Beatz, John Mayer, Kid Cudi, Pharrell Williams. En octobre 2009, il sort officiellement le troisième single du Blueprint 3 avec Alicia Keys, l'hymne à New York, Empire State of Mind. Le titre est un succès. Le quatrième single est On to the Next One, avec Swizz Beatz, en décembre 2009. Ce morceau utilise un sample de D.A.N.C.E. de Justice. Le 5 novembre 2009, il est sacré meilleur artiste hip-hop de l'année aux MTV Europe Music Awards.
En janvier 2010, il publie le cinquième single du Blueprint 3, Young Forever avec Mr Hudson, titre qui reprend Forever Young du groupe allemand new wave Alphaville. Jay-Z participe également à l'album live Hope for Haiti Now, pour venir en aide aux victimes du séisme en Haïti. Il est présent sur le titre Stranded (Haiti Mon Amour), en compagnie de Rihanna et de deux membres de U2 : Bono et The Edge. En novembre 2010, il publie une compilation The Hits Collection Volume 1 et participe à l'album de son ami Kanye West, My Beautiful Dark Twisted Fantasy, notamment sur le titre Monster avec Rick Ross, Nicki Minaj et Justin Vernon du groupe Bon Iver, So Appalled avec les artistes Pusha T, Prynce Cy Hi, Swizz Beatz, RZA et sur un remix de Power. Le 16 novembre 2010, Jay-Z publie son autobiographie Decoded augmentée d'un « décorticage » de ses morceaux. Les nombreuses références à l'univers hip-hop font de ce livre, salué par la critique à sa sortie, une référence en la matière. Jay-Z collabore également avec M.I.A. sur le single XXXO.
À l'été 2011, il publie un album commun avec Kanye West, Watch the Throne. La pochette de l'album est réalisée par Riccardo Tisci qui réalise également la pochette du single Otis et Niggas in Paris Le 1er single, H•A•M, est présenté sur Internet le 11 janvier 2011, suivi par Otis en juillet. Le 23 août 2011, le single de Kanye et Jay-Z, Lift Off en duo avec Beyoncé suivi par Niggas in Paris et de Why I Love You. Le 20 mars 2012, sort le dernier single issu de l'album Watch the Throne : No Church in the Wild. Jay-Z et Kanye West feront une tournée en Amérique du Nord et en Europe, le Watch the Throne Tour, à cette période.

### Magna Carta Holy Grail,4:44etEverything Is Love(depuis 2012)

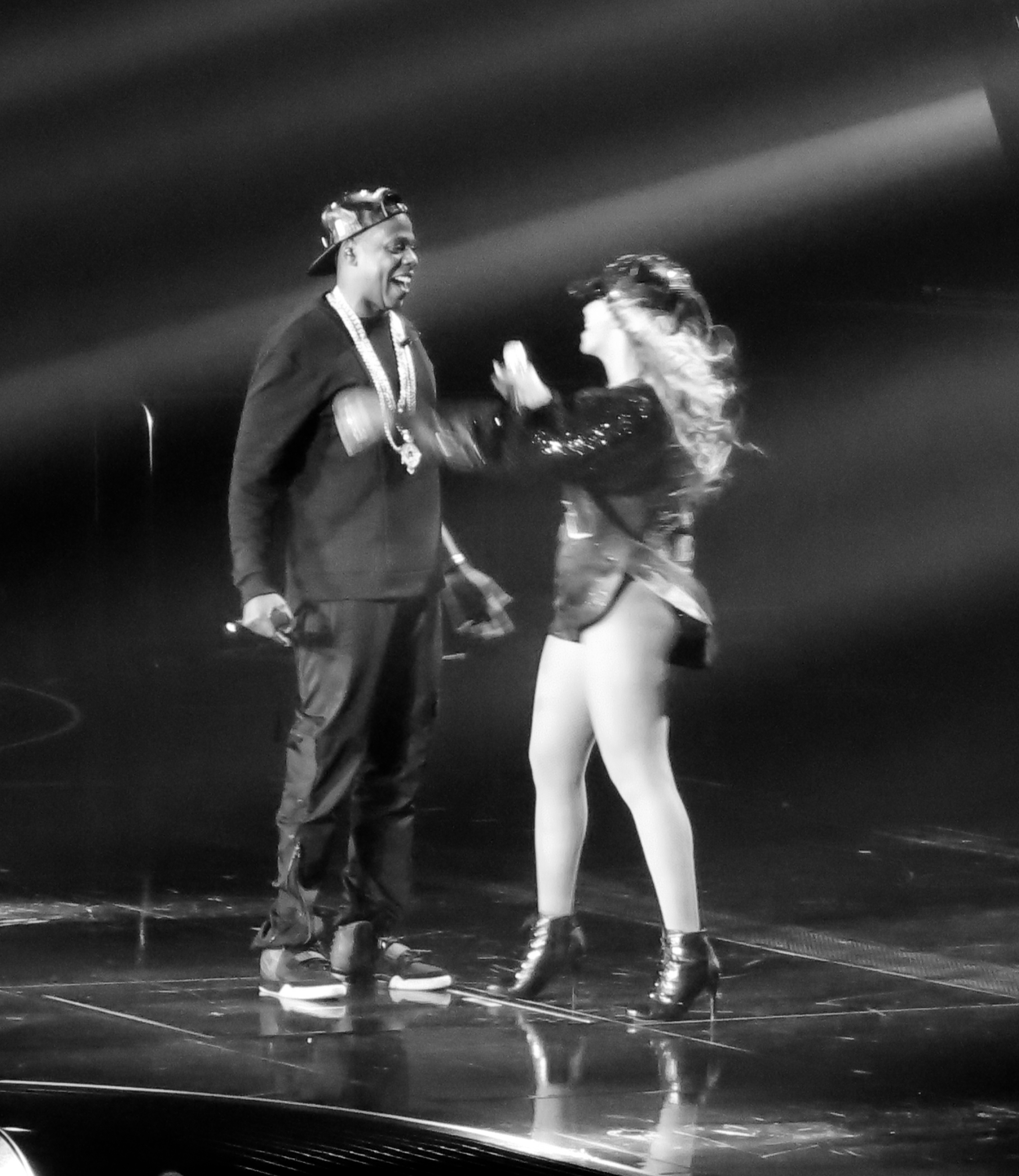
Jay-Z et sa femme TBeyoncé pendant le Mrs. Carter Show World Tour, 2013.

En 2012, il devient coproducteur du jeu vidéo NBA 2K13, où l'on verra notamment des vidéos de clip ou de concerts au début des matchs. Le 6 septembre 2012, Clique sort en radio, un single de l'album Cruel Summer, par GOOD Music. Kanye West et Big Sean accompagnent Jay-Z sur le morceau.
En février 2013, il fonde Roc Nation Sports pour manager et gérer les intérêts de grand sportifs. Le rappeur explique son intention : « en raison de mon amour du sport, c'était une progression naturelle de créer une entreprise pour aider les athlètes dans différents sports de la même façon que nous avons aidés des artistes dans l'industrie musicale depuis des années ». Le joueur de baseball Robinson Canó est l'un de ses premiers clients. En avril 2013, Jay-Z apparaît sur le remix du titre Bitch, Don’t Kill My Vibe de Kendrick Lamar.
Le 11 avril 2013, il publie le titre Open Letter featuring Trey Songz et produit par Swizz Beatz et Timbaland, pour répondre aux accusations nées de son voyage à Cuba avec Beyoncé et à propos de l'éventuelle vente de ses parts dans les Nets de Brooklyn,.
En juin 2013, il parvient à un accord avec la NBA pour devenir agent de joueurs de basket-ball. Il est cependant obligé de revendre ses parts du club des Nets de Brooklyn. Son premier client est Kevin Durant.
Durant le cinquième match de la Finale NBA 2013, Jay-Z apparaît dans une publicité pour Samsung dans laquelle il annonce que son 12e album studio s'intitulera Magna Carta... Holy Grail et sortira le 4 juillet 2013 pour certains possesseurs de smartphones Samsung et le 8 juillet 2013 dans le reste du monde. Dans ce spot publicitaire, Jay-Z s'affiche aux côtés notamment de Timbaland, Rick Rubin, Swizz Beatz, Pharrell Williams et Shendra du groupe Nev'Gz. Il est révélé que l'album sera en téléchargement gratuit pour le premier million d'utilisateurs des Samsung Galaxy S III, Samsung Galaxy S4 et Samsung Galaxy Note II,. En juillet 2013, il lance sa tournée avec Justin Timberlake, Legends of the Summer: Justin Timberlake & JAY-Z. Il annonce également l'abandon du tiret de « Jay-Z ».
Début 2015, il acquiert, via sa société Project Panther Ltd., le logiciel de streaming musical Tidal. Le 30 mars 2015, pour le lancement du site, il convie de nombreux artistes comme Madonna, deadmau5, Daft Punk, Kanye West, Nicki Minaj ou Arcade Fire, certains en devenant actionnaires.
En février 2017, il est intronisé au Songwriters Hall of Fame. Il est le premier rappeur à recevoir cet honneur.
Le 30 juin 2017, il publie son treizième album studio solo, 4:44, en exclusivité sur son site Tidal. The story of OJ est le premier single qui sort. Le titre de cette chanson fait référence au joueur de football américain accusé d'avoir tué sa femme Nicole Brown ; cette chanson est aussi une critique acerbe de l'Amérique, dans son rapport à la « race », en particulier par rapport aux Afro Américains. L'album est entièrement produit par No I.D..
En juin 2018, il sort par surprise Everything Is Love, un album collaboratif avec Beyoncé. L'album est porté par le single Apeshit, dont le clip est tourné au musée du Louvre.

Le 30 mars 2019, Jay-Z reçoit le President's Awards lors de la 50e cérémonie des NAACP Image Awards. Considérée comme l'une des récompenses les plus prestigieuses de la cérémonie, ce prix honore le travail du rappeur dans sa dimension sociale et politique. Muhammad Ali, John Legend, Spike Lee, Lauryn Hill ou encore Danny Glover furent autrefois honorés. Le président de la NAACP, Derrick Johnson déclare à ce sujet : 

« Le President’s Award est un honneur que nous décernons avec soin à un individu, maintenant sa signification et sa propension à reconnaître l’excellence d’initiatives qui affectent directement notre communauté. Shawn Carter s’est engagé à tirer au grand jour les problèmes qui minent la communauté noire, incluant le racisme systématique et les traitements injustes qui ont lieu en dépit des lois, utilisant sa plate-forme globale afin de créer un changement durable. »

En avril 2023, Jay-Z publie un remix de sa chanson Empire State of Mind intitulé New York (Concept de Paris). La chanson est dévoilée le 14 avril 2023 à Paris, lors du concert d'ouverture de l'exposition Basquiat × Warhol de la fondation d'entreprise Louis-Vuitton. Produit par Young Guru, ingénieur du son et collaborateur de longue date du rappeur, cette nouvelle version incorpore des éléments de New York Is Killing Me de Gil Scott-Heron.

### Entrepreneur
Jay-Z collabore avec Reebok en 2003, faisant la publicité de sa collection S. Carter.
Jay-Z s'est également imposé avec un empire commercial couvrant une variété d'industries allant des lignes de vêtements aux boissons, en passant par l'immobilier, les équipes sportives et les labels de disques.
Il est également copropriétaire du 40/40 Club, un concept de bar sportif haut de gamme qui a vu le jour à New York et s'est depuis étendu à Atlantic City et Chicago. En 2008, le 40/40 Club de Las Vegas a été fermé et racheté par l'hôtel après une baisse de la fréquentation. En 2005, Jay-Z est devenu investisseur dans Carol's Daughter, une ligne de produits de beauté.
En 2014, Jay-Z a investi 200 millions de dollars dans le champagne Armand de Brignac, une société de vins et spiritueux basée à New York, propriété de Sovereign Brands. La marque est connue pour sa popularité auprès des célébrités, les bouteilles en or souvent évoquées dans les médias.
Il vend 50 % des parts d'Armand de Brignac, en 2021, à Moët Hennessy (groupe LVMH).

### Vie privée

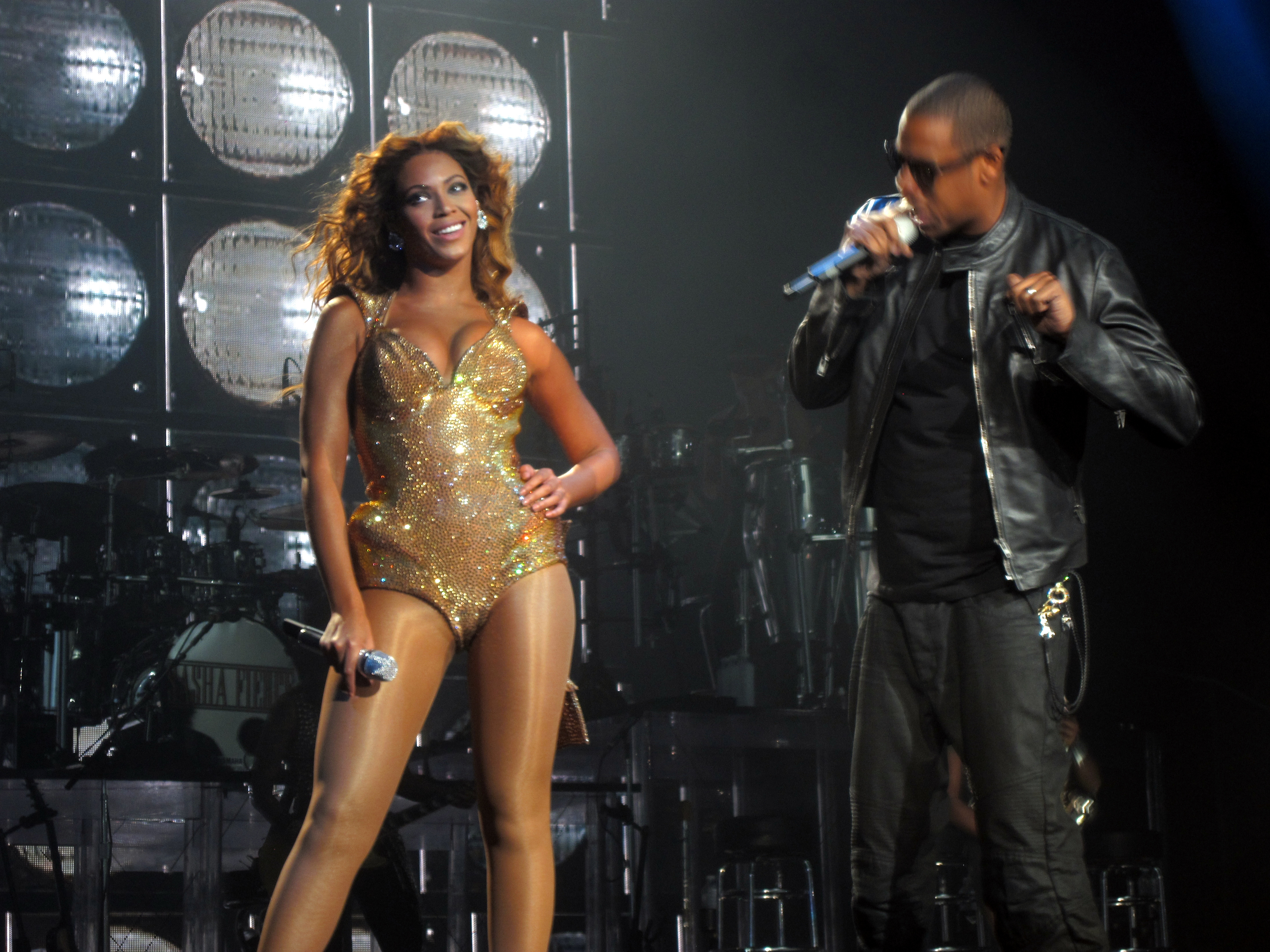
Jay-Z et Beyoncé en 2009.

Jay-Z se marie avec la chanteuse de RnB Beyoncé le 4 avril 2008, consacrant ainsi une relation de sept ans,,. Le 4 avril (04/04) est choisi comme date symbolique, marquant les jours de naissance respectifs du couple, Beyoncé née le 4 septembre et Jay-Z le 4 décembre. 
Le 7 janvier 2012, il est père d'une petite Blue Ivy Carter, pour laquelle il sortira quelques jours plus tard la chanson Glory, en duo avec elle puisqu'on peut entendre les pleurs du bébé à la fin du morceau.
Le 13 juin 2017, Beyoncé accouche de jumeaux, un garçon nommé Sir et une fille nommée Rumi.
Il fait partie des Afro-Américains les plus riches, sa fortune étant estimée à un milliard de dollars en 2019 par le magazine Forbes.

## Affaires judiciaires
En décembre 2024, Jay-Z et Sean Combs sont accusés dans le cadre d'un procès civil d'avoir violé une jeune fille de 13 ans lors d'une after-party des MTV Video Music Awards 2000. Jay-Z nie ces allégations, qu'il décrit comme une tentative de chantage. Une enquête de NBC rapporte des incohérences dans le témoignage de la plaignante, que celle-ci qualifie d'« erreurs ». En février 2025, la plainte contre Jay-Z est abandonnée.

## Engagement
Comme son épouse, il soutient Hillary Clinton pour l'élection présidentielle de 2016.

## Discographie

### Albums studio
- 1996 : Reasonable Doubt
- 1997 : In My Lifetime, Vol. 1
- 1998 : Vol. 2... Hard Knock Life
- 1999 : Vol. 3... Life and Times of S. Carter
- 2000 : The Dynasty: Roc La Familia
- 2001 : The Blueprint
- 2002 : The Blueprint²: The Gift and The Curse
- 2003 : The Black Album
- 2006 : Kingdom Come
- 2007 : American Gangster
- 2009 : The Blueprint 3
- 2013 : Magna Carta... Holy Grail
- 2017 : 4:44

### Albums collaboratifs
- 2002 : The Best of Both Worlds (avec R. Kelly)
- 2011 : Watch the Throne (avec Kanye West)
- 2018 : Everything Is Love (avec Beyoncé)

## Filmographie

### Acteur
- 1998 : Street is Watching (documentaire) : lui-même
- 2000 : On / Off, documentaire sur le Hard Knock Life Tour de 1999 : lui-même
- 2002 : State Property d'Abdul Malik Abbott : Untouchable J
- 2003 : Paper Soldiers comédie urbaine de Damon Dash et David V. Daniel : lui-même
- 2003 : Death of a Dynasty comédie de Damon Dash : lui-même
- 2004 : Fade To Black, documentaire de Pat Paulson et Michael John Warren : lui-même
- 2013 : Made in America (documentaire) de Ron Howard : lui-même

### Courts métrages
- 2014 : Run de Melina Matsoukas : lui-même

### Producteur
- 1998 : Street is Watching (documentaire)
- 2004 : Fade To Black, documentaire de Pat Paulson et Michael John Warren
- 2013 : Gatsby le Magnifique (The Great Gatsby) de Baz Luhrmann (producteur délégué et producteur de la bande originale)
- 2013 : Made in America (documentaire) de Ron Howard
- 2014 : Annie de Will Gluck
- 2018 : Rest in Power: The Trayvon Martin Story de Jenner Frust
- 2021 : The Harder They Fall de Jeymes Samuel
- 2024 : Le Livre de Clarence de Jeymes Samuel